# Ана Талія Бетанкур
Ана Талія Бетанкур Давід (ісп. Ana Talía Betancour David; нар. 17 січня 1986, Медельїн, департамент Антіокія) — колумбійська борчиня вільного стилю, срібна призерка чемпіонату Південної Америки, дворазова бронзова призерка Боліваріанських ігор, учасниця Олімпійських ігор.

## Життєпис
Боротьбою почала займатися з 1998 року. У 2004 році стала бронзовою призеркою Панамериканського чемпіонату серед юніорів. Наступного року на цих же змаганнях піднялася сходинкою вище.
Тренер — Давід Гутьєррес.

## Спортивні результати на міжнародних змаганнях

### Виступи на Олімпіадах
| Змагання                    | Збірна   | Вагова категорія          | Місце |
| --------------------------- | -------- | ------------------------- | ----- |
| Літні Олімпійські ігри 2012 | Колумбія | жіноча боротьба, до 72 кг | 17    |

### Виступи на Панамериканських чемпіонатах
| Змагання                                   | Збірна   | Вагова категорія          | Місце |
| ------------------------------------------ | -------- | ------------------------- | ----- |
| Панамериканський чемпіонат з боротьби 2006 | Колумбія | жіноча боротьба, до 51 кг | 5     |
| Панамериканський чемпіонат з боротьби 2009 | Колумбія | жіноча боротьба, до 63 кг | 5     |
| Панамериканський чемпіонат з боротьби 2012 | Колумбія | жіноча боротьба, до 72 кг | 6     |

### Виступи на чемпіонатах Південної Америки
| Змагання                                    | Збірна   | Вагова категорія          | Місце  |
| ------------------------------------------- | -------- | ------------------------- | ------ |
| Чемпіонат Південної Америки з боротьби 2012 | Колумбія | жіноча боротьба, до 72 кг | Срібло |

### Виступи на Центральноамериканських і Карибських іграх
| Змагання                                     | Збірна   | Вагова категорія          | Місце |
| -------------------------------------------- | -------- | ------------------------- | ----- |
| Центральноамериканські і Карибські ігри 2006 | Колумбія | жіноча боротьба, до 51 кг | 5     |

### Виступи на Боліваріанських іграх
| Змагання                 | Збірна    | Вагова категорія          | Місце  |
| ------------------------ | --------- | ------------------------- | ------ |
| Боліваріанські ігри 2005 | Венесуела | жіноча боротьба, до 51 кг | Бронза |
| Боліваріанські ігри 2009 | Венесуела | жіноча боротьба, до 59 кг | Бронза |

### Виступи на інших змаганнях
| Змагання                                                               | Збірна   | Вагова категорія          | Місце  |
| ---------------------------------------------------------------------- | -------- | ------------------------- | ------ |
| Олімпійський кваліфікаційний турнір з боротьби 2012 (Кіссіммі-Орландо) | Колумбія | жіноча боротьба, до 72 кг | Срібло |
| Відкритий чемпіонат Польщі з боротьби 2012                             | Колумбія | жіноча боротьба, до 72 кг | Бронза |
| Гран-прі Іспанії з боротьби 2012                                       | Колумбія | жіноча боротьба, до 72 кг | 10     |

### Виступи на змаганнях молодших вікових груп
| Змагання                                                 | Збірна   | Вагова категорія          | Місце  |
| -------------------------------------------------------- | -------- | ------------------------- | ------ |
| Панамериканський чемпіонат з боротьби серед юніорів 2004 | Колумбія | жіноча боротьба, до 63 кг | Бронза |
| Панамериканський чемпіонат з боротьби серед юніорів 2005 | Колумбія | жіноча боротьба, до 59 кг | Срібло |